# Флаг Митина
Флаг внутригородского муниципального образования Ми́тино в Северо-Западном административном округе города Москвы Российской Федерации.
Флаг утверждён 10 февраля 2004 года и является официальным символом муниципального образования Митино.

## Описание
«Флаг муниципального образования Митино представляет собой двустороннее, прямоугольное полотнище с соотношением сторон 2:3.
Полотнище флага состоит из двух горизонтальных полос, верхней красной, шириной 11/16 ширины полотнища, и зелёной.
В центре красной полосы помещено изображение жёлтой древнерусской ладьи на колёсах. Габаритные размеры изображения составляют 5/12 длины и 19/40 ширины полотнища.
В центре зелёной полосы помещено изображение жёлтого дубового листа с жёлудем. Габаритные размеры изображения составляют 3/8 длины и 1/4 ширины полотнища».

## Обоснование символики
Жёлтая древнерусская ладья на колёсах на красной полосе флага символизирует существовавший в XIII—XIV веках на территории муниципального образования сухопутный волок, по которому переправлялись суда из Москвы-реки по долинам рек Барышихи и Сходни в реку Клязьму. Конструкция ладьи на колёсах известна по летописному рассказу о походе князя Олега на Константинополь (Царьград).
Жёлтый дубовый лист на зелёной полосе символизирует старинную природную дубраву, нашедшую отражение в топонимике муниципального образования: улицы Дубравная, Барышиха.